# كيم ريفر
كيم ريفر (بالإنجليزية: Kim Raver)‏ ممثلة أمريكية من مواليد 15 مارس 1969. من أشهر أدوارها أودري رينز في مسلسل 24.

## روابط خارجية
- كيم ريفر على موقع IMDb (الإنجليزية)
- كيم ريفر على موقع روتن توميتوز (الإنجليزية)
- كيم ريفر على موقع ألو سيني (الفرنسية)
- كيم ريفر على موقع ميوزك برينز (الإنجليزية)
- كيم ريفر على موقع أول موفي (الإنجليزية)
- كيم ريفر على موقع قاعدة بيانات برودواي على الإنترنت (الإنجليزية)
- كيم ريفر على موقع قاعدة بيانات الأفلام السويدية (السويدية)
- كيم ريفر على موقع إن إن دي بي (الإنجليزية)
- كيم ريفر على موقع قاعدة بيانات الفيلم (الإنجليزية)
- كيم ريفر على موقع كينوبويسك (الروسية)